# Masbaraud-Mérignat
Masbaraud-Mérignat ist eine Ortschaft und eine ehemalige französische Gemeinde mit 348 Einwohnern (Stand 1. Januar 2022) im Département Creuse in der Region Nouvelle-Aquitaine. Sie gehörte zum Arrondissement Guéret und zum Kanton Bourganeuf.
Mit Wirkung vom 1. Januar 2019 wurden die früheren Gemeinden Saint-Dizier-Leyrenne und Masbaraud-Mérignat zur Commune nouvelle Saint-Dizier-Masbaraud zusammengelegt und haben in der neuen Gemeinde den Status einer Commune déléguée. Der Verwaltungssitz befindet sich im Ort Saint-Dizier-Leyrenne.

## Geographie
Nachbarorte sind Saint-Dizier-Leyrenne, Bosmoreau-les-Mines, Thauron (Berührungspunkt), Bourganeuf, Montboucher und Châtelus-le-Marcheix. Die Dörfer in der ehemaligen Gemeindegemarkung heißen Mérignat, Les Arces, Bost-Peyrusse, Chambonnaud, Combe-du-Moulin, Les Fayes, Fontelune, Langladure, Mas-Baronnet, Mas-Cluzeaud, Montalescot, Perlaurière, Pont-de-la-Chassagne, Saint-Michel, Le Verger und Villette.
Die vormalige Route nationale 712 führt über Masbaraud-Mérignat.

## Geschichte
Am 10. Dezember 1912 änderte die bisherige Gemeinde Mérignat ihren Namen in Masbaraud-Mérignat.

## Bevölkerungsentwicklung
| Jahr      | 1962 | 1968 | 1975 | 1982 | 1990 | 1999 | 2008 | 2012 |
| --------- | ---- | ---- | ---- | ---- | ---- | ---- | ---- | ---- |
| Einwohner | 375  | 334  | 310  | 315  | 339  | 328  | 371  | 349  |

## Persönlichkeiten
- Raymond Poulidor (1936–2019), Radrennfahrer